# Naive (infixのアルバム)
『Naive』（ナイーブ）は、2000年2月23日、徳間ジャパンコミュニケーションズより発売されたinfixのミニ・アルバムである。

## 解説
徳間ジャパンコミュニケーションズ移籍第1弾、および2人編成時代以降の初のアルバム。

## 収録曲
- 全作詞：長友仍世／作曲：佐藤晃／編曲：infix（特記以外）

1. 6ペンスの雨
2. JUST MY LOVE
3. Born Free
4. Imaginary Girl
編曲：是永巧一・infix
  - テレビ東京系深夜アニメ『A.D.POLICE』オープニングテーマ
5. Julia
編曲：是永巧一・infix
6. Shake a rush car
7. IF